# میخائیل ششم
میخائیل ششم با عنوان کامل میخائیل ششم استراتیوتیکوس (به یونانی: Μιχαήλ ΣΤ΄ Βρίγγας, Mikhaēl VI Bringas) (به انگلیسی: Michael VI Bringas) امپراتور بیزانس به مدت یک سال از ۱۰۵۶ تا هنگام برکناریش از قدرت در ۱۰۵۷ بود.

## زندگی‌نامه
امپراتریس تئودورا، آخرین شهبانوی دودمان مقدونی، میخائیل استراتیوتیکوس را که از صاحب‌منصبان سالخورده بود به‌عنوان جانشین خود معرفی نمود. پس از آنکه تئودورا در ۲۱ اوت ۱۰۵۶ درگذشت، میخائیل با عنوان میخائیل ششم بر تخت امپراتوری بیزانس نشست. اما سیاست‌های او سبب شد تا فرماندهان نظامی حاضر در آسیای صغیر به مخالفت و دشمنی با او بپردازند. آنها سرانجام ایزاک کومننوس را در ۸ ژوئن ۱۰۵۷ در پافلاگونیا (واقع در آسیای صغیر) امپراتور خطاب نمودند.
ایزاک سپس همراه با سپاهیانش به‌سوی قسطنطنیه لشکر کشید، نیکه‌آ را به تصرف خود درآورد و توانست حامیان میخائیل ششم را در ۲۰ اوت همان سال در پتروئه شکست دهد. ۱۱ روز پس از این اتفاق میخائیل ششم در ۳۱ اوت ۱۰۵۷ از قدرت کناره‌گیری کرد و ایزاک کومننوس با عنوان ایزاک یکم بر تخت امپراتوری بیزانس نشست.